# Dino Gambetti
Dino Gambetti (Quistello, 12 marzo 1907 – Genova, 2 agosto 1988) è stato un pittore italiano.

## Biografia
Studia all'Accademia Albertina di Belle Arti di Torino e qui aderisce al Secondo Futurismo, entrando in contatto con i principali futuristi torinesi.  Esordisce nel novembre 1927 partecipando alla “Mostra di Trentaquattro Pittori Futuristi” presso la Galleria Pesaro a Milano. Nel 1928 partecipa all'allestimento del padiglione futurista all'Esposizione di Torino e alla Sala Futurista della III Fiera Internazionale del Libro di Firenze. Inizia inoltre a collaborare con Tullio Mazzotti (“Tullio d'Albisola”) e con la manifattura M.G.A. (Mazzotti Giuseppe, Albisola), realizzando ceramiche in stile futurista, decorate all'aerografo. Una sua “Sacra Famiglia” viene utilizzata per illustrare il Manifesto d'Arte Sacra Futurista redatto da Fillìa (Luigi Colombo) e Marinetti. Espone alla Mostra del Presepio per Famiglie, Genova 1929 e alla Mostra Futurista di Pittura, Scultura, Aeropittura, Galleria d'Arte Firenze, 1931.
Nel 1930, assieme ad Alfredo Gaudenzi, Tullio Mazzotti, Libero Verzetti, Lelio Pierro, Giacomo Piccollo, Edoardo Alfieri, Luciano Lombardo, ecc. fonda a Genova il gruppo d'Avanguardia Futurista “Sintesi”, la cui prima mostra si tenne nel 1938. Nello stesso anno presenta alla Galleria Genova la sua prima personale, seguita l'anno successivo da una seconda presso la Galleria d'arte Rinaldo Rotta.
Dal 1943 al '46 è prigioniero di guerra nel Campo di concentramento di Hereford (Texas) e diresse la realizzazione dell'apparato decorativo della chiesa di St. Mary, la parrocchiale di Umbarger, oggi Monumento Nazionale.  Gambetti realizzò personalmente per l'abside il grande dipinto ad olio della “Madonna Assunta” e sulle due pareti affrescò la "Visitazione a Santa Elisabetta" e la "Annunciazione dell'Arcangelo Gabriele". Anche le vetrate della chiesa furono realizzate su suoi disegni. Tornato a Genova pubblicò una cartella di litografie con 24 tavole sciolte di disegni realizzati nel 1944 e dedicata Ai P.O.W. del campo di Hereford (Genova, Goffi, 1946?).
Anche dopo il termine del suo percorso cubo-futurista Gambetti opera all'interno di una dimensione figurativa caratterizzata da ampie campiture e da un vivace senso del colore.
Nel 1949 è nominato Accademico di Merito presso l'Accademia ligustica di belle arti di Genova e nello stesso anno presenta alcuni lavori alla Mostra Nazionale d'Arte Sociale di Genova e riceve un premio. Nel 1957 è segretario della Società promotrice di belle arti. Nel 1964 partecipa alla “Prima Rassegna della Pittura Ligure” di Savona. Partecipa, poi, al IX Premio Nazionale di Pittura Città d'Imperia. E realizza numerose personali in Italia e all'estero.

## Attività di incisore
Il disegno e la grafica costituiscono una parte significativa del percorso artistico di Dino Gambetti. Egli vi si avvicinò già prima della guerra collaborando come illustratore al “Corriere del Popolo” e al “Lavoro”, ma vi si dedicò intensamente solo a partire dagli anni Settanta. Gambetti curava tutte le fasi di realizzazione delle sue incisioni, utilizzando per la stampa un torchio a mano. Nel 1970 partecipò alla Terza Biennale di Arte Grafica Italiana a Faenza e nel 1979 espose alla III Biennale dell'Incisione Italiana a Cittadella.

## Mostre
La partecipazione di Gambetti  alle rassegne artistiche sopra citate illustra il fatto che: “Ricchissima e importante la sua attività espositiva, non circoscritta al solo ambiente ligure, ma estesa a tutto il territorio nazionale e internazionale”.
L'attività artistica di Gambetti è stata ricordata con diverse personali postume a Genova dalla Galleria d'arte Rinaldo Rotta (1992) e dalla Fondazione Regionale Cristoforo Colombo (dal 2008 Fondazione regionale per la cultura e lo spettacolo) e a Quistello dalla Pinacoteca Comunale (nel 1999 e nel 2000). Nel 2008-2009 è stata dedicata a lui e a Bassano e Verzetti, altri due artisti attivi a Genova, una mostra tenuta presso le sale espositive dell'Accademia Ligustica di Belle Arti.
Sue opere sono conservate presso le GAM di Genova-Nervi,  e di Firenze, presso la Galleria Civica d'Arte Moderna e Contemporanea di Torino e presso altri musei nazionali ed esteri.